# Pelusa
Pelusa és una pel·lícula espanyola de comèdia musical estrenada en 1960, dirigida per Javier Setó i protagonitzada en el paper principal per Marujita Díaz.

## Sinopsi
En el Gran Circ Solferino, dirigit per don Solferino, la jove Pelusa viu amb el seu pare alcohòlic, el pallasso Rock. Ella està enamorada del trapezista Darsey, qui no li fa cas. Un dia l'empresària Fifi Lemaire ofereix a Pelussa una bona feina a París. Mentre triomfa en la capital francesa com a artista de varietats, descobreix que en realitat Fifi Lemaire és la seva mare i que va abandonar al seu pare quan ella era molt petita. Convertida ja en una gran artista internacional, torna al cada vegada més necessitós Gran Circ Solferino per a tirar-ho endavant amb la seva presència i a més recuperar l'amor del trapezista Darsey.

## Repartiment
- Marujita Díaz
- Tito García
- Diana Lorys
- Roberto Rey
- Antonio Riquelme
- Viviane Romance
- Espartaco Santoni
- Salvador Soler Marí

## Premis
Pel seu paper protagonista en la pel·lícula Marujita Díaz va ser guardonada amb el premi a la millor actriu Premis del Sindicat Nacional de l'Espectacle de 1960.